# Skuteczność świetlna
Skuteczność świetlna (wydajność świetlna) – wielkość fizyczna określająca stosunek strumienia świetlnego emitowanego przez źródło światła do pobieranej przez nie mocy. Skuteczność świetlna może być podawana także, w odniesieniu do źródła idealnego (683 lm/W), które całą energię elektryczną przetwarza na światło.
Jednostka: lumen/wat (lm/W)
Przykładowe skuteczności świetlne różnych źródeł światła:
- żarówka: 8–20 lm/W[1]
- lampa halogenowa: 12–26 lm/W[1] (żarówki projektorowe halogenowe napełniane ksenonem nawet 40 lm/W)[1][2]
- świetlówka liniowa: 45–104 lm/W[1]
- świetlówka kompaktowa: 50–87 lm/W[1]
- biała dioda LED będące w sprzedaży: 70–120 lm/W[3] (303 lm/W osiągnięto w maju 2014 roku)[4]
- lampa metalohalogenkowa: 80–125 lm/W
- wysokoprężna lampa sodowa: 90–150 lm/W[5]
- niskoprężna lampa sodowa: 100-200 lm/W[5]
- lampa rtęciowa: 35–60 lm/W[1]
- lampa rtęciowo-żarowa: 17–31 lm/W[1]
- lampa indukcyjna: 48–90 lm/W[1][6]